# Johannes VI. Martin

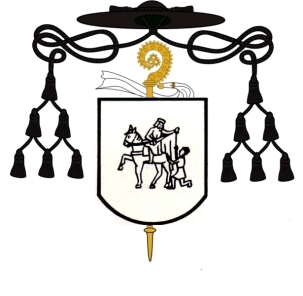
Das Wappen des Abtes Johannes VI. Martin

Johannes VI. Martin (* 1573 in Mellrichstadt; † 5. Juni 1628) war von 1613 bis 1627 Abt des Benediktinerklosters in Münsterschwarzach.

## Münsterschwarzach vor Johannes Martin
Das zentrale Ereignis des 16. Jahrhunderts war die einsetzende Reformation. Sie entzweite insbesondere in Franken die kleinen Fürstentümer zusätzlich. Nun hatte die katholische Abtei mit ihren protestantischen Nachbarn zu leben. Gleichzeitig begann auch eine große Bauernerhebung, die 1525 in den Deutschen Bauernkrieg mündete. In diesem Konflikt wurde das Kloster von Stadtschwarzacher Bürgern verwüstet und das Archiv zerstört.
Der Wiederaufbau war bis ins Jahr 1540 abgeschlossen, dennoch kam die Abtei nicht zur Ruhe: 1546 zerstörten Soldaten im Schmalkaldischen Krieg die Klosterdörfer. Abt Leonhard Gnetzamer veruntreute daraufhin in den fünfziger Jahren des 16. Jahrhunderts den Klosterbesitz und wurde vom Konvent abgesetzt. Erst Johannes Burckhardt erneuerte neben den Besitzungen auch die klösterliche Disziplin der Abtei.

## Leben

### Frühe Jahre
Johannes VI. Martin wurde im Jahr 1573 im unterfränkischen Mellrichstadt geboren. Über seine Familie ist nur sehr wenig bekannt. Beide waren angesehene Bürger der Stadt, der Vater war als Häcker tätig. Auch über die Ausbildung des jungen Johannes ist in den Quellen wenig überliefert. Er absolvierte ein Logikstudium, wohl an der Universität Würzburg, bevor er im Jahr 1590 in die Benediktinerabtei in Münsterschwarzach eintrat.
Sein Gelübde legte er ein Jahr später, 1591, ab. Schnell stieg der junge Mönch auf: Seine Niederen Weihen erhielt er am 21. September 1591, Subdiakon wurde er am 12. November 1593. Daran schloss sich das Diakonat an, das Martin am 9. März 1596 erlangte. Zuvor, 1595, hatte er sich erneut immatrikuliert, um sich in Würzburg noch intensiver seinen Studien zu widmen. Eventuell lernte er nun Theologie. Am 1. März 1597 empfing Johannes Martin die Priesterweihe.
Während seiner Weihestufen hatte er bereits Klosterämter innegehabt. So war er direkt nach seiner Weihe Ludidirektor und Grammatikdozent an der klostereigenen Hochschule gewesen. Nach dem 20. April 1598 wurde er Prior im Kloster und empfahl sich durch dieses Amt für die Nachfolge zum Abt. Als Johannes Krug im März 1613 starb, wurde eine Wahl angesetzt. Diese konnte Martin am 17. April 1613 für sich entscheiden.

### Als Abt
Am 7. Juni 1613 empfing der Vierzigjährige die Konfirmation. Benediziert wurde Martin am Montag, den 9. September 1613. Zu seinem Amtsantritt stand die Herrschaft des Fürstbischofs Julius Echter von Mespelbrunn in voller Blüte: Überall wurden neue, katholische Kirchen errichtet und die Rekatholisierung der Region gnadenlos vorangetrieben. Abt Johannes tauschte mit der Familie des Fürstbischofs mehrere Güter in Gaibach, gegen Nordheimer Besitzungen. Der Weinort wurde nun vollständig Klosterbesitz.
Im Jahr 1618 ließ Johannes Martin die Kirche in Gerlachshausen erneuern. Hierbei erhielt das Gotteshaus den typischen „Echterspitzhelm“, der nach dem Bischof benannt war. Gleichzeitig brach jedoch der Dreißigjährige Krieg im gesamten Heiligen Römischen Reich aus und führte zu einem raschen Niedergang des Klosters. Zusammen mit der sogenannten Kleinen Eiszeit zehrte der Krieg die Erträge der klösterlichen Wirtschaftsbetriebe auf.
Der Abt jedoch ließ den Zehnthof im neuerhaltenen Nordheim ausbauen und verzieren. Trotz des Krieges lebte der Prälat weiterhin im Luxus, rüstete die Abtei lediglich mit einigen Kanonen und Mauerverstärkungen gegen die ständig durchziehenden protestantischen Heere aus. Als 1627 der alte Abt ständig erkrankte, brach im Konvent offener Widerstand aus. Die inneren Konflikte des Klosters brachten den Herren, den Bischof von Würzburg zum Eingreifen.
Während des Novembers des Jahres 1627 entzog das Hochstift Würzburg Johannes VI. Martin die Abtswürde. Der greise Abt wurde durch den Abt des Würzburger Schottenklosters, Wilhelm Ogilbay, ersetzt, der Münsterschwarzach offiziell als Koadjutor leitete. Bis zum 16. November wurden Augsburger Reformmönche ins Kloster geholt und der spätere Nachfolger Johannes Kassian Speiser zum Prior ernannt.
Johannes Martin starb als emeritierter Abt am 5. Juni 1628.

## Wappen

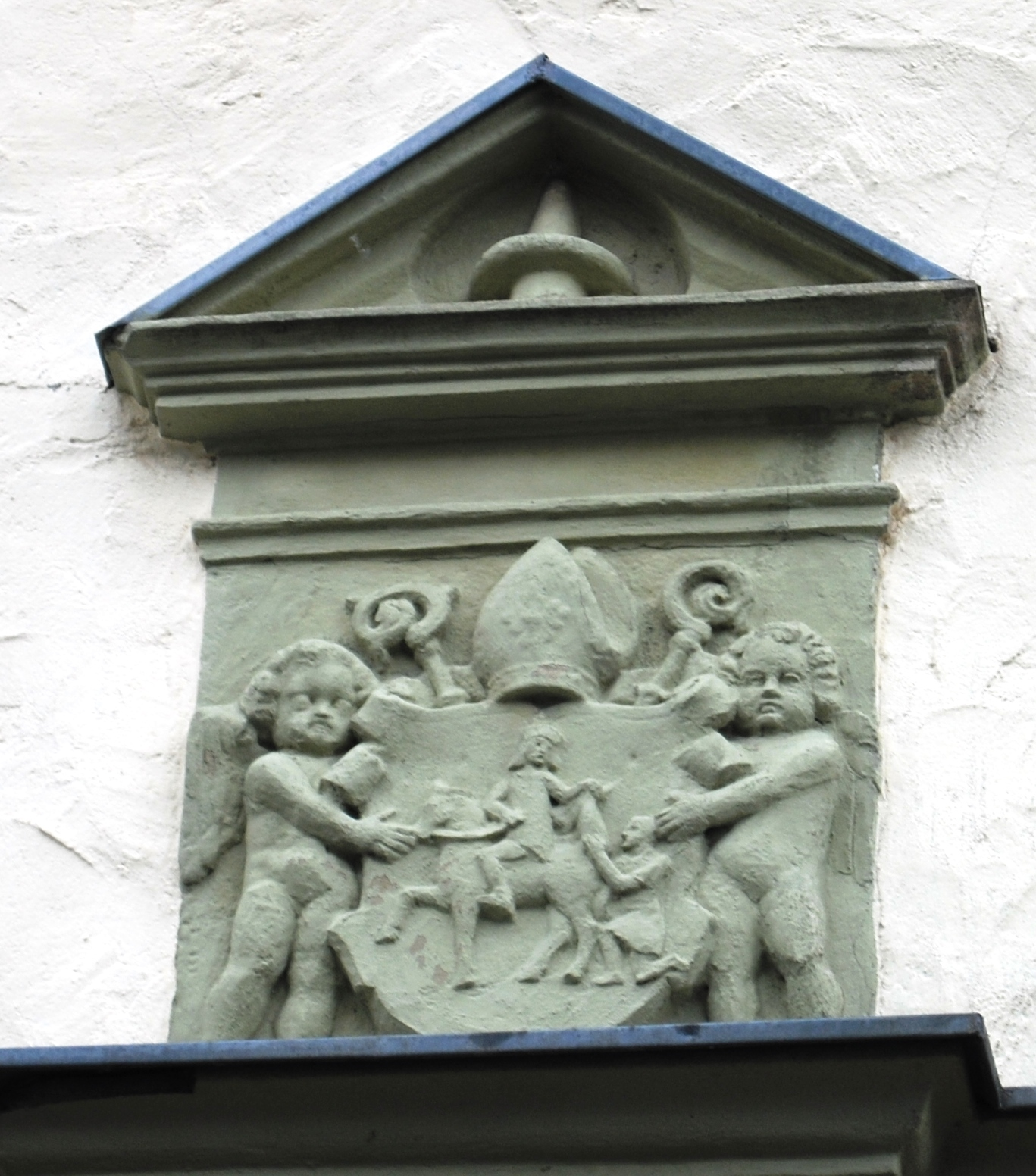
Das Wappen am Nordheimer Zehnthof

Johannes VI. Martin war der fünfte Abt dessen persönliches Wappen überliefert ist. Es lehnt sich als sprechendes Wappen an den Nachnamen des Prälaten an. Beschreibung: Reitender heiliger Martin, mit dem Schwerte einen Mantel teilend, den ein kniender Armer erbittet. Die heraldische Farbgebung ist unbekannt. Neben einem Siegel aus dem Jahr 1620 findet sich das Wappen auch am Zehnthof in Nordheim am Main, den der Abt erneuern ließ.